# Discografia di Mikael Gabriel
La discografia di Mikael Gabriel, rapper finlandese, è costituita da sette album in studio, oltre cinquanta singoli e oltre dieci video musicali.

## Album in studio
| Anno                                                         | Titolo e dettagli                                                                                                  | Classifiche | Certificazioni |
| Anno                                                         | Titolo e dettagli                                                                                                  | FIN         | Certificazioni |
| ------------------------------------------------------------ | --- | ----------- | -------------- |
| 2009                                                         | 5 miljoona muuta - Pubblicato: 11 febbraio 2009 - Etichetta: Helsinki Freedom - Formato: CD, download digitale     | —           |                |
| 2011                                                         | Pohjosen poika - Pubblicato: 26 gennaio 2011 - Etichetta: Universal Finland - Formato: CD, download digitale       | 9           | - FIN: Platino |
| 2013                                                         | Mun maailma - Pubblicato: 10 maggio 2013 - Etichetta: Universal Finland - Formato: CD, download digitale           | 20          | - FIN: Platino |
| 2015                                                         | Versus - Pubblicato: 15 maggio 2015 - Etichetta: Universal Finland - Formato: CD, download digitale, streaming     | 2           | - FIN: Platino |
| 2018                                                         | Ääripäät - Pubblicato: 1º giugno 2018 - Etichetta: Universal Finland - Formato: CD, download digitale, streaming   | 1           | - FIN: Platino |
| 2021                                                         | Elonmerkki - Pubblicato: 21 maggio 2021 - Etichetta: Universal Finland - Formato: CD, download digitale, streaming | 5           |                |
| 2022                                                         | Big Steppa - Pubblicato: 24 novembre 2022 - Etichetta: Universal Finland - Formato: Download digitale, streaming   | 2           |                |
| "—" indica una pubblicazione non classificata in quel paese. | |             |                |

## Singoli

### Come artista principale
| Anno                                                         | Titolo                                         | Classifiche | Certificazioni | Album di provenienza                        |
| Anno                                                         | Titolo                                         | FIN         | Certificazioni | Album di provenienza                        |
| ------------------------------------------------------------ | ---------------------------------------------- | ----------- | -------------- | ------------------------------------------- |
| 2009                                                         | Pohjosen poika                                 | —           |                | Pohjosen poika                              |
| 2010                                                         | Show jatkuu                                    | —           |                | /                                           |
| 2010                                                         | Sä olit oikees                                 | —           |                | Pohjosen poika                              |
| 2011                                                         | Rakastu räppäriin                              | —           |                | Pohjosen poika                              |
| 2011                                                         | Kuule mua (feat. Kristiina Wheeler)            | —           |                | Pohjosen poika                              |
| 2013                                                         | Päästä mut pois (feat. Diandra)                | —           |                | Mun maailma                                 |
| 2013                                                         | Mökille                                        | —           |                | Mun maailma                                 |
| 2013                                                         | Kipua                                          | 12          |                | Mun maailma                                 |
| 2013                                                         | Ykspuolista rakkautta (feat. Heikki Kuula)     | —           |                | Mun maailma                                 |
| 2014                                                         | Woppaa (feat. Kevin Tandu)                     | 7           |                | Versus                                      |
| 2014                                                         | Älä herätä mua unesta                          | 2           |                | Versus                                      |
| 2015                                                         | Viimeisen kerran (feat. Diandra)               | 4           |                | Versus                                      |
| 2015                                                         | Mimmit fiilaa                                  | 18          |                | Versus                                      |
| 2015                                                         | Vastatuuleen                                   | —           |                | Versus                                      |
| 2016                                                         | Helium                                         | 2           |                | /                                           |
| 2016                                                         | Pauhaava sydän                                 | 1           |                | Vain elämää - kausi 5 (Ensimmäinen kattaus) |
| 2016                                                         | Mun koti ei oo täällä                          | 3           |                | Vain elämää - kausi 5 (Ensimmäinen kattaus) |
| 2016                                                         | Lumi teki enkelin eteiseen                     | 1           |                | Vain elämää - kausi 5 (Ensimmäinen kattaus) |
| 2016                                                         | Tyhjässä huoneessa                             | 4           |                | Vain elämää - kausi 5 (Toinen kattaus)      |
| 2016                                                         | Abrakadabra                                    | —           |                | Vain elämää - kausi 5 (Toinen kattaus)      |
| 2016                                                         | Kaunis päivä                                   | —           |                | Vain elämää - kausi 5 (Toinen kattaus)      |
| 2016                                                         | Loistat pimeäs                                 | 1           |                | /                                           |
| 2017                                                         | Mikael Gabriel x Isac Elliot (con Isac Elliot) | —           |                | /                                           |
| 2017                                                         | Rippumatto                                     | 4           |                | /                                           |
| 2017                                                         | 6K                                             | —           |                | /                                           |
| 2017                                                         | LA                                             | —           |                | /                                           |
| 2017                                                         | Maailman laidalla (con Isac Elliot)            | 2           |                | /                                           |
| 2017                                                         | Pimeyteen                                      | 4           |                | Ääripäät                                    |
| 2017                                                         | Loistat pimeäs (Alasti-klubi)                  | 1           |                | /                                           |
| 2018                                                         | Timanttei                                      | 1           |                | Ääripäät                                    |
| 2018                                                         | Naapurit kuulee                                | 3           |                | Ääripäät                                    |
| 2018                                                         | Älä huku kyyneliin                             | 14          |                | Ääripäät                                    |
| 2018                                                         | Pidä musta kii                                 | —           |                | Ääripäät                                    |
| 2019                                                         | Lennokki (con Vesa-Matti Loiri)                | 2           |                | /                                           |
| 2020                                                         | Löytäjä saa pitää                              | 4           |                | Elonmerkki                                  |
| 2020                                                         | Oli aikoi                                      | 6           |                | Elonmerkki                                  |
| 2020                                                         | Universum (con Nublu)                          | 4           | - FIN: Platino | Café kosmos                                 |
| 2021                                                         | Intiaanikesä                                   | 9           |                | Elonmerkki                                  |
| 2021                                                         | Vihje (con Nublu)                              | 8           |                | /                                           |
| 2022                                                         | Nallekarkit (feat. JVG)                        | 2           |                | /                                           |
| 2022                                                         | Ei                                             | —           |                | /                                           |
| 2022                                                         | Kompassi (con Juha Tapio)                      | 17          |                | /                                           |
| 2022                                                         | Vainois                                        | 20          |                | Big Steppa                                  |
| 2022                                                         | Drama/Kilogram                                 | —           |                | /                                           |
| 2022                                                         | Aika on rahaa (feat. William)                  | —           |                | Big Steppa                                  |
| 2023                                                         | Ruotsinlaiva                                   | 18          |                | /                                           |
| 2024                                                         | Vox populi (con Nublu)                         | 4           |                | /                                           |
| 2024                                                         | Yao Ming (con Nublu)                           | —           |                | /                                           |
| 2024                                                         | Love (con Jambo)                               | 12          |                | Seppo Mixtape                               |
| 2025                                                         | Valinnu mun tien                               | 44          |                | /                                           |
| "—" indica una pubblicazione non classificata in quel paese. |                                                |             |                |                                             |

### Come artista ospite
| Anno                                                         | Titolo                                              | Classifiche | Certificazioni | Album di provenienza  |
| Anno                                                         | Titolo                                              | FIN         | Certificazioni | Album di provenienza  |
| ------------------------------------------------------------ | --------------------------------------------------- | ----------- | -------------- | --------------------- |
| 2008                                                         | Silloin ja nyt (Uniikki feat. Mikael Gabriel)       | —           |                | Nuor Tolppanen vol. 1 |
| 2010                                                         | Kohtalo (Eddie B feat. Mikael Gabriel & Uniikki)    | —           |                | Totuus                |
| 2011                                                         | Vuosi vaihtuu (Lord Est feat. Mikael Gabriel)       | 1           |                | Sonmoro senjoro       |
| 2013                                                         | Boom Kah (Robin feat. Mikael Gabriel & Uniikki)     | 4           |                | Boom Kah              |
| 2014                                                         | Kiinni jäit (Jontte Valosaari feat. Mikael Gabriel) | 6           |                | /                     |
| 2023                                                         | Lojaali (Fabe feat. Mikael Gabriel)                 | 16          |                | /                     |
| 2024                                                         | Kolumbus (Noto feat. Mikael Gabriel)                | 25          |                | Notorius              |
| "—" indica una pubblicazione non classificata in quel paese. |                                                     |             |                |                       |

## Altri brani entrati in classifica
| Anno | Titolo                             | Classifiche | Album di provenienza         |
| Anno | Titolo                             | FIN         | Album di provenienza         |
| ---- | ---------------------------------- | ----------- | ---------------------------- |
| 2017 | Liikaa sussa kii (con Isac Elliot) | 1           | Mikael Gabriel x Isac Elliot |
| 2017 | Rullaan (con Isac Elliot)          | 17          | Mikael Gabriel x Isac Elliot |
| 2017 | Ring ring ring (con Isac Elliot)   | 7           | Mikael Gabriel x Isac Elliot |
| 2022 | Drama (feat. Cledos)               | 6           | Big Steppa                   |

## Video musicali
| Anno | Titolo                | Regista           |
| ---- | --------------------- | ----------------- |
| 2009 | Pohjosen poika        | —                 |
| 2010 | Show jatkuu           | —                 |
| 2010 | Sä olit oikees        | —                 |
| 2011 | Rakastu räppäriin     | Joonas Kenttämies |
| 2011 | Kuule mua             | —                 |
| 2013 | Päästä mut pois       | Joonas Kenttämies |
| 2013 | Kipua                 | Joonas Kenttämies |
| 2013 | Ykspuolista rakkautta | Joonas Kenttämies |
| 2014 | Woppaa                | Joonas Kenttämies |
| 2014 | Älä herätä mua unesta | Samu Amunét       |
| 2015 | Viimeisen kerran      | Samu Amunét       |
| 2015 | Kovaa                 | Samu Amunét       |
| 2015 | Mimmit fiilaa         | Fred Oliveira     |
| 2015 | Vastatuuleen          | Patrick Lindholm  |